# VfL Wolfsburg
Verein für Leibesübungen Wolfsburg e. V., thường được biết đến là VfL Wolfsburg (phát âm [ˌfaʊ ʔɛf ʔɛl ˈvɔlfsbʊɐ̯k]), là một câu lạc bộ thể thao chuyên nghiệp Đức có trụ sở ở Wolfsburg, Niedersachsen. Câu lạc bộ phát triển từ một câu lạc bộ thể thao đa môn dành cho công nhân Volkswagen ở thành phố Wolfsburg. Câu lạc bộ được biết đến nhiều nhất với bộ môn bóng đá, nhưng vẫn có các bộ môn khác bao gồm cầu lông, bóng ném và điền kinh.
Đội bóng đá chuyên nghiệp nam thi đấu ở Bundesliga, hạng đấu cao nhất của hệ thống giải đấu bóng đá Đức. Wolfsburg đã vô địch Bundesliga 1 lần trong lịch sử vào mùa giải 2008–09, 1 DFB-Pokal vào năm 2015 và DFL-Supercup vào năm 2015.
Bóng đá chuyên nghiệp được điều hành bởi tổ chức phụ VfL Wolfsburg-Fußball GmbH, một công ty con do Tập đoàn Volkswagen sở hữu hoàn toàn. Từ năm 2002, sân vận động của Wolfsburg là Volkswagen Arena.

## Danh hiệu

### Đội chính
- Bundesliga
  - Vô địch (1): 2008-09
- Cúp quốc gia Đức
  - Vô địch (1): 2014-15
- Siêu cúp bóng đá Đức
  - Vô địch (1): 2014-15

### Đội nữ
- Cúp các đội nữ vô địch bóng đá quốc gia châu Âu (UEFA Women's Champions League)
  - Vô địch (2): 2013, 2014

## Sân vận động
Wolfsburg thi đấu ở sân Volkswagen Arena, sân vận động có sức chứa 30,122 chỗ ngồi.

## Cầu thủ

### Đội hình hiện tại
Tính đến 31 tháng 8 năm 2021
Ghi chú: Quốc kỳ chỉ đội tuyển quốc gia được xác định rõ trong điều lệ tư cách FIFA. Các cầu thủ có thể giữ hơn một quốc tịch ngoài FIFA.
| Số | VT | Quốc gia         | Cầu thủ                 |
| -- | -- | ---------------- | ----------------------- |
| 1  | TM | Bỉ               | Koen Casteels (captain) |
| 2  | HV | Brasil           | William                 |
| 3  | HV | Bỉ               | Sebastiaan Bornauw      |
| 4  | HV | Pháp             | Maxence Lacroix         |
| 5  | HV | Hà Lan           | Micky van de Ven        |
| 6  | HV | Brasil           | Paulo Otávio            |
| 7  | TĐ | Đức              | Luca Waldschmidt        |
| 8  | TV | Bỉ               | Aster Vranckx           |
| 9  | TĐ | Hà Lan           | Wout Weghorst           |
| 10 | TĐ | Đức              | Lukas Nmecha            |
| 11 | TV | Thụy Sĩ          | Renato Steffen          |
| 12 | TM | Áo               | Pavao Pervan            |
| 14 | TĐ | Thụy Sĩ          | Admir Mehmedi           |
| 15 | HV | Pháp             | Jérôme Roussillon       |
| 17 | TĐ | Đức              | Maximilian Philipp      |
| 18 | HV | Cộng hòa Ireland | Anselmo García McNulty  |
| 19 | HV | Thụy Sĩ          | Kevin Mbabu             |

| Số | VT | Quốc gia | Cầu thủ                              |
| -- | -- | -------- | ------------------------------------ |
| 20 | TV | Đức      | Ridle Baku                           |
| 21 | TĐ | Ba Lan   | Bartosz Białek                       |
| 22 | TV | Anh      | Felix Nmecha                         |
| 23 | TV | Pháp     | Josuha Guilavogui                    |
| 24 | TV | Áo       | Xaver Schlager                       |
| 25 | HV | Hoa Kỳ   | John Brooks                          |
| 27 | TV | Đức      | Maximilian Arnold                    |
| 28 | TĐ | Bỉ       | Dodi Lukebakio (on loan from Hertha) |
| 30 | TM | Đức      | Niklas Klinger                       |
| 31 | TV | Đức      | Yannick Gerhardt                     |
| 33 | TĐ | Đức      | Daniel Ginczek                       |
| 35 | TM | Đức      | Philipp Schulze                      |
| 38 | HV | Đức      | Jannis Lang                          |
| 42 | TV | Đức      | Dominik Marx                         |
| 44 | TV | Đức      | Marvin Stefaniak                     |
| –  | TĐ | Pháp     | Fally Mayulu                         |

### Cầu thủ cho mượn
Ghi chú: Quốc kỳ chỉ đội tuyển quốc gia được xác định rõ trong điều lệ tư cách FIFA. Các cầu thủ có thể giữ hơn một quốc tịch ngoài FIFA.
| Số | VT | Quốc gia | Cầu thủ                                                         |
| -- | -- | -------- | --------------------------------------------------------------- |
| —  | TM | Đức      | Lino Kasten (tại St. Pölten đến 30 tháng 6 năm 2022)            |
| —  | HV | Đức      | Tim Siersleben (tại FC Heidenheim đến 30 tháng 6 năm 2022)      |
| —  | HV | Croatia  | Marin Pongračić (tại Borussia Dortmund đến 30 tháng 6 năm 2022) |
| —  | TV | Hàn Quốc | Hong Yun-sang (tại St. Pölten đến 30 tháng 6 năm 2022)          |
| —  | TV | Hoa Kỳ   | Bryang Kayo (tại Viktoria Berlin đến 30 tháng 6 năm 2022)       |

| Số | VT | Quốc gia | Cầu thủ                                                 |
| -- | -- | -------- | ------------------------------------------------------- |
| —  | TV | Đức      | Elvis Rexhbeçaj (tại Bochum đến 30 tháng 6 năm 2022)    |
| —  | TV | Croatia  | Josip Brekalo (tại Torino đến 30 tháng 6 năm 2022)      |
| —  | TĐ | Ai Cập   | Omar Marmoush (tại Stuttgart đến 30 tháng 6 năm 2022)   |
| —  | TĐ | Hoa Kỳ   | Ulysses Llanez (tại St. Pölten đến 30 tháng 6 năm 2022) |

### Số áo vinh danh
- 19  Junior Malanda, Tiền vệ (2013–15) – posthumous honour[6]

## Ban huấn luyện

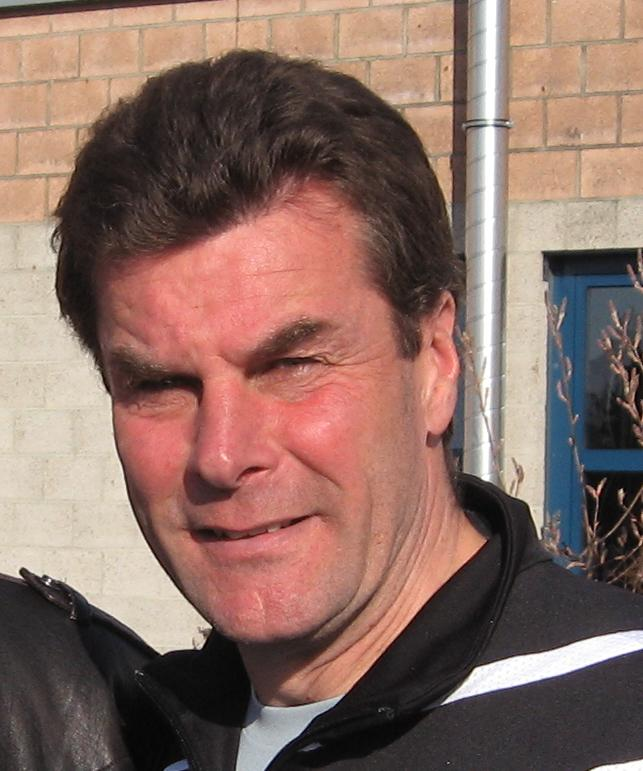
Huấn luyện viên trưởng Dieter Hecking

Tính đến  ngày 27 tháng 2 năm 2015
| Vị trí                  | Tên              |
| ----------------------- | ---------------- |
| Huấn luyện viên trưởng  | Dieter Hecking   |
| Huấn luyện viên phó     | Dirk Bremser     |
| Huấn luyện viên phó     | Ton Lokhoff      |
| Huấn luyện viên thủ môn | Andreas Hilfiker |
| Huấn luyện viên thể lực | Oliver Mutschler |
| Huấn luyện viên thể lực | Felix Sunkel     |

## Cựu cầu thủ đáng chú ý
| - Mario Gomez - Willi Giesemann - Thomas Brdaric - Martin Wagner - Zoltán Sebescen - Stefan Effenberg - Mike Hanke - Roy Präger - Tobias Rau - Albert Streit - Stefan Schnoor | - Hans Sarpei - Pablo Thiam - Diego Klimowicz - Andres D'Alessandro - Facundo Hernán Quiroga - Dietmar Kühbauer - Peter Van Der Heyden - Marcelinho - Robson Ponte - Marian Hristov - Petar Mihtarski - Martin Petrov - Tomislav Marić | - Jesper Christiansen - Peter Madsen - Thomas Rytter - Claus Thomsen - Steve Marlet - Charles Akonnor - Isaac Boakye - Kevin Hofland - Jonathan Akpoborie - Krzysztof Nowak - Waldemar Kryger - Andrzej Juskowiak | - Dorinel Munteanu - Miroslav Karhan - Brian O'Neil - Claudio Reyna - Brian McBride - Chad Deering - Mike Lapper - Okubo Yoshito |

- Kevin de Bruyne